# Adrian Höynck
Adrian Höynck (* 20. Oktober 1701 in Bilstein; † 26. Januar 1749 in Arnsberg) war Abt im Prämonstratenserstift Wedinghausen.

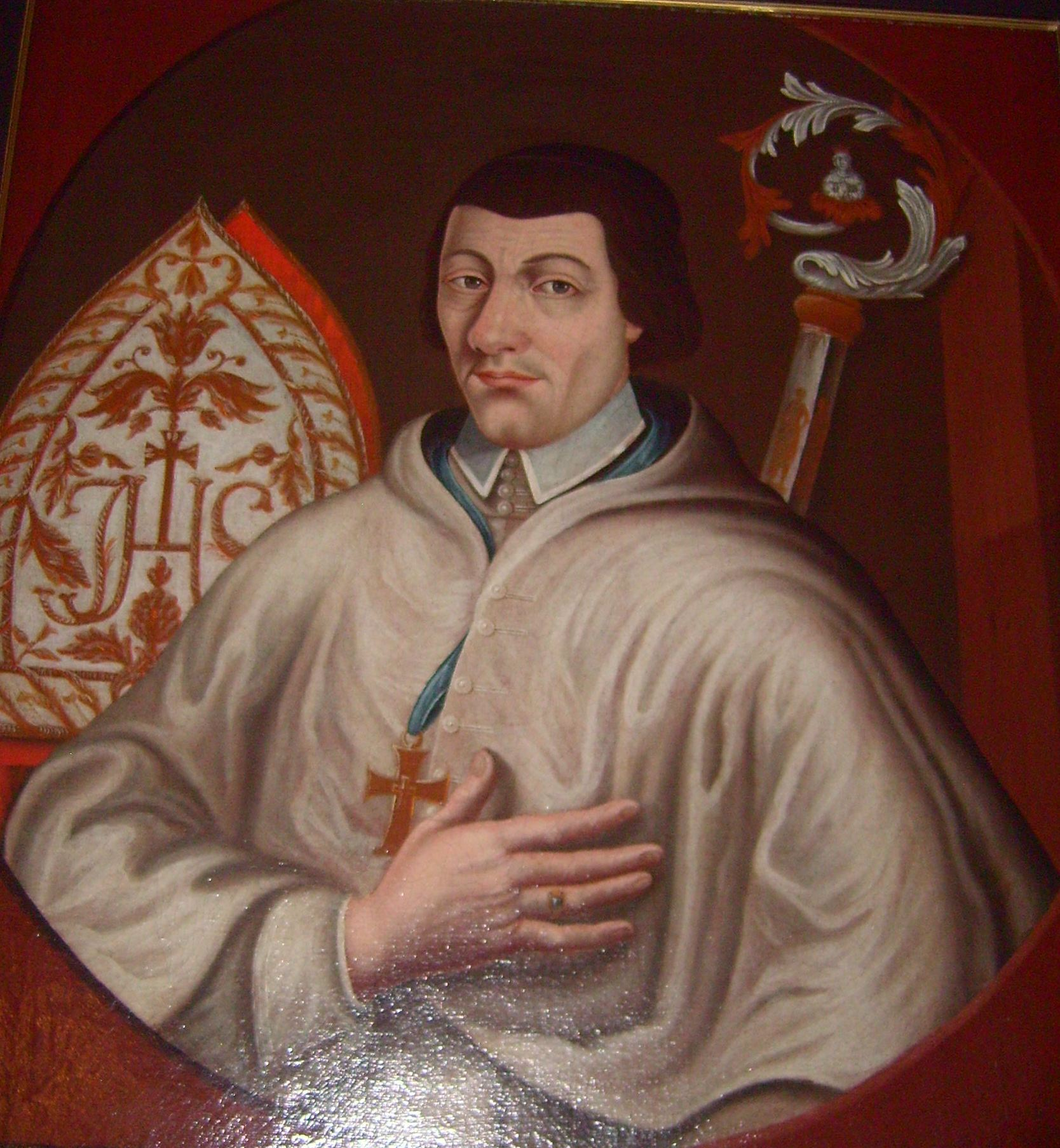
Abt Adrian Höynck

## Leben
Höynck wurde am 20. Oktober 1701 in Bilstein als dritter Sohn und sechstes Kind des Amtsverwalters und Rentmeisters von Bilstein Johann Everhard Höynck und seiner Frau Maria Theodora Meyer geboren und zwei Tage später in der dortigen Schlosskapelle mit den Namen Joannes Arnoldus Antonius getauft. Er hatte zehn Geschwister.
Er besuchte das Gymnasium in Wedinghausen. Seit 1720 lässt er sich als „junior“ im Kloster Wedinghausen nachweisen. Dort nahm er den Klosternamen „Adrian“ an. Im Jahr 1735 tritt er als Pastor von Arnsberg bei einer Trauung in Erscheinung. Ein Jahr später wurde er am 30. Juli 1736 zum Abt des Klosters Wedinghausen gewählt. In dieser Funktion besaß er das Recht, eine Mitra zu tragen.
Adrian Höynck starb am 26. Januar 1749 in Arnsberg. Ein Bild von ihm hängt im Kapitelsaal des ehemaligen Klosters Wedinghausen.